# Meir Shlomo Yanovsky
Le rabbin Meir Shlomo HaLevy Yanovsky (1850-14 septembre 1933) est le père de la Rebbetzin Chana Schneerson, mère du septième et dernier Rebbe de Loubavitch, Menachem Mendel Schneerson.
Meir Shlomo Yanovsky est le rabbin de Mykolaïv, près d'Odessa, en Russie, aujourd'hui en Ukraine. 

## Biographie

### Les parents de Meir Shlomo
Meir Shlomo HaLevy Yanovsky est le fils du rabbin Yisrael Leib Yanofsky, Rosh Yeshiva de Romanovka (Oblast de Saratov, en Russie) et de la Rebbetzin Baila Rivka Yanofsky.

### Le célèbre grand-père maternel
Baila Rivka Yanovsky est la fille du rabbin Avraham David Lavut, le rabbin de Mykolaïv,, l'auteur de d'œuvres réputées comme Kav Naki, Netiv Hachaim Al Derech Hachaim, Beit Aharon V'Hosafot, Sidour Torah Ohr et Shaar Hakollel,.

### Les frères et sœurs de Meir Shlomo
Yisrael Leib et Baila Rivka Yanovsky ont dix enfants: 
- Le rabbin Meir Shlomo,
- Le rabbin Menachem Mendel, un shochet à Krementchouk, en Ukraine,
- Le rabbin Isser, rabbin de Krivirog, une ville de la région de Kherson, en Ukraine
- Moshe, un marchand à Kherson,
- Feige
- Chana
- Dina
- Mushka
- Hodl
- Mindel

### Meir Shlomo et Rachel
Le rabbin Meir Shlomo Yanovsky devient orphelin de son père, Yisrael Leib, alors qu'il est en bas âge. Son grand-père, le rabbin Avraham David Lavut l'élève et l'éduque comme son propre fils.
Meir Shlomo épouse Rachel, la fille du rabbin Yizchak Pushnitz. Ce dernier est le rabbin du village de Dobrinka pendant cinquante ans, de 1854 (5614) à 1904 (5664). Lorsqu'il décède en 1904, son fils Menachem Mendel lui succède
Après son mariage, Meir Shlomo devient un résident de la cour du rabbin Shmuel à Loubavitch.
En 1890 (5650), le rabbin Avraham David Lavut décède. Il laisse une lettre adressée aux dirigeants de la communauté juive dans laquelle il leur demande de nommer son petit-fils comme successeur, vu qu'il était comme un fils pour lui. Cette requête est acceptée et Meir Shlomo devient le rabbin de Mykolaïv.
Meir Shlomo a un talent musical et est connu pour ses airs
chassidiques (Niggunim),,.

### Leurs enfants
Meir Shlomo et Rachel Yanofsky ont 4 enfants. L'aînée est Chana, suivie de Gittel et de Ettel, puis de Yisrael Leib.
- Le 18 juin[12] 1900 (5600), l'aînée, Chana Schneerson se marie avec le rabbin Levi Yitzchak Schneerson, l'arrière-petit-fils du troisième Rebbe de Loubavitch, le Rabbin Menachem Mendel, le Tsemach Tzedek[13]. Cette union aurait été arrangée par le rabbin Shalom DovBer, le cinquième Rebbe de Loubavitch[14].

Le couple Schnerson a trois fils. L'aîné est Menachem Mendel Schneerson, le septième et dernier Rebbe de Loubavitch (1902-1994). Le deuxième fils, DovBer (Bereke), est tué par les Nazis dans le village de Iggren, proche de Yekatrinoslav. Le troisième fils, Yisrael Aryeh Leib (Leibel), est un mathématicien. Il est décédé en 1952 (13 Iyar 5712) et est enterré à Safed, en Israël,,.
- La seconde fille Gittel Yanovsky se marie avec le rabbin Shmuel Schneerson, le frère du rabbin Levi Yitzchak Schneerson. Le Rebbe Shalom DovBer de Loubavitch approuve ce mariage mais stipule que les deux frères habitent dans deux villes différentes. Le rabbin Shmuel devient le rabbin de Mykolaïv[20].

- La troisième fille, Ettel, se marie avec Zalman Mariash[21].

- le dernier enfant, Yisrael Leib, est décédé à l'âge de 15 ans du typhus[11].